# North American Tour 2015
Die North American Tour 2015 war eine Mini-Konzerttournee der britischen Progressive-Rock-Band Yes, die sie im Spätsommer 2015 teilweise gemeinsam mit der Gruppe Toto absolvierten. Es war Yes’ erste Tournee nach dem Tod ihres Bassisten und letzten verbliebenen Gründungsmitglieds Chris Squire.

## Hintergrund
Am 6. April 2015 gaben Yes und Toto bekannt, dass sie im Sommer 2015 eine gemeinsame Tournee durch Nordamerika unternehmen würden. Yes verkündeten am 19. Mai des gleichen Jahres gab, dass ihr Bassist Chris Squire an Leukämie erkrankt sei und dass aus diesem Grund das ehemalige Yes-Mitglied Billy Sherwood die Rolle des Bassisten in der Band bei den zuvor angekündigten Liveterminen im Jahr 2015 übernehmen werde. Squire verstarb anschließend am 27. Juni 2015. Das Eröffnungskonzert der Tournee in Ledyard am 7. August 2015 war das erste Mal in der bis dato 47-jährigen Geschichte von Yes, dass die Band ohne Squire und ohne ein Yes-Gründungsmitglied auftrat. Als zusätzliches Intro für die Shows wurde in Gedenken an Squire das Lied Onward vom Yes-Album Tormato (1978) abgespielt und währenddessen eine Fotostrecke mit Livebildern des verstorbenen Yes-Bassisten gezeigt.
Die Konzerte im November 2015, bei denen Yes unter anderem zum dritten Mal ihrer Karriere beim Kreuzfahrt-Musikfestival Cruise to the Edge auftraten, fanden ohne Beteiligung von Toto statt.

## Setlists

### Setlist (August–September 2015)
- First Intro (Onward)
- Second Intro (Firebird Suite)
- Don’t Kill the Whale
- Tempus Fugit
- America
- Going for the One
- Nine Voices
- Tima and a Word
- And You and I
- Clap
- I’ve Seen All Good People
- Siberian Khatru
- Owner of a Lonely Heart
- Roundabout
- Starship Trooper

### Setlist (November 2015)
- First Intro (Onward)
- Second Intro (Firebird Suite)
- Siberian Khatru
- Believe Again
- Going for the One
- White Car
- Tempus Fugit
- America
- Nine Voices
- Tima and a Word
- Clap
- Don’t Kill the Whale
- Soon
- I’ve Seen All Good People
- Owner of a Lonely Heart
- Roundabout
- Starship Trooper

## Tourdaten
| Nr.                 | Datum               | Stadt               | Land                | Veranstaltungsort                      | Anmerkungen         |
| Leg 1 – Nordamerika | Leg 1 – Nordamerika | Leg 1 – Nordamerika | Leg 1 – Nordamerika | Leg 1 – Nordamerika                    | Leg 1 – Nordamerika |
| ------------------- | ------------------- | ------------------- | ------------------- | -------------------------------------- | ------------------- |
| 1                   | 7. August 2015      | Ledyard             | Vereinigte Staaten  | MGM Grand at Foxwoods                  |                     |
| 2                   | 8. August 2015      | Newark              | Vereinigte Staaten  | Prudential Hall                        |                     |
| 3                   | 9. August 2015      | Atlantic City       | Vereinigte Staaten  | Borgata Event Center                   |                     |
| 4                   | 11. August 2015     | New York City       | Vereinigte Staaten  | Barclays Center Brooklyn               |                     |
| 5                   | 12. August 2015     | Baltimore           | Vereinigte Staaten  | Pier Six Pavilion                      |                     |
| 6                   | 14. August 2015     | Huber Heights       | Vereinigte Staaten  | Rose Music Center                      |                     |
| 7                   | 15. August 2015     | Sterling Heights    | Vereinigte Staaten  | Freedom Hill Amphitheatre              |                     |
| 8                   | 16. August 2015     | Chicago             | Vereinigte Staaten  | FirstMerit Bank Pavilion               |                     |
| 9                   | 18. August 2015     | Des Moines          | Vereinigte Staaten  | Iowa State Fairgrounds                 |                     |
| 10                  | 19. August 2015     | St. Charles         | Vereinigte Staaten  | Family Arena                           |                     |
| 11                  | 21. August 2015     | Biloxi              | Vereinigte Staaten  | Beau Rivage Theatre                    |                     |
| 12                  | 22. August 2015     | Alpharetta          | Vereinigte Staaten  | Verizon Wireless Amphitheatre          |                     |
| 13                  | 23. August 2015     | Clearwater          | Vereinigte Staaten  | Ruth Eckerd Hall                       |                     |
| 14                  | 25. August 2015     | The Woodlands       | Vereinigte Staaten  | Cynthia Woods Mitchell Pavilion        |                     |
| 15                  | 26. August 2015     | San Antonio         | Vereinigte Staaten  | Majestic Theatre                       |                     |
| 16                  | 27. August 2015     | Grand Prairie       | Vereinigte Staaten  | Verizon Theatre                        |                     |
| 17                  | 28. August 2015     | El Paso             | Vereinigte Staaten  | Cohen Stadium                          |                     |
| 18                  | 30. August 2015     | Littleton           | Vereinigte Staaten  | Denver Botanic Gardens at Chatfield    |                     |
| 19                  | 31. August 2015     | Salt Lake City      | Vereinigte Staaten  | Red Butte Garden Amphitheatre          |                     |
| 20                  | 2. September 2015   | Tucson              | Vereinigte Staaten  | Anselmo Valencia Tori Amphitheater     |                     |
| 21                  | 4. September 2015   | Scottsdale          | Vereinigte Staaten  | Talking Stick Resort                   |                     |
| 22                  | 5. September 2015   | Pala                | Vereinigte Staaten  | Starlight Theater at Casino Spa Resort |                     |
| 23                  | 6. September 2015   | Los Angeles         | Vereinigte Staaten  | Greek Theatre                          |                     |
| 24                  | 8. September 2015   | Saratoga            | Vereinigte Staaten  | Mountain Winery                        |                     |
| 25                  | 10. September 2015  | Shelton             | Vereinigte Staaten  | Little Creek Casino Resort             |                     |
| 26                  | 11. September 2015  | Airway Heights      | Vereinigte Staaten  | Pend Oreille Pavilion                  |                     |
| 27                  | 12. September 2015  | Coquitlam           | Kanada              | Hard Rock Casino Vancouver             |                     |
| 28                  | 14. September 2015  | Calgary             | Kanada              | Grey Eagle Resort and Casino           |                     |
| Leg 2 – Nordamerika |                     |                     |                     |                                        |                     |
| 29                  | 11. November 2015   | Sarasota            | Vereinigte Staaten  | Van Wezel Performing Arts Hall         |                     |
| 30                  | 12. November 2015   | Melbourne           | Vereinigte Staaten  | King Center for the Performing Arts    |                     |
| 31                  | 13. November 2015   | Fort Lauderdale     | Vereinigte Staaten  | Broward Center for the Performing Arts |                     |
| 32                  | 15. November 2015   | Key West            | Vereinigte Staaten  | Norwegian Pearl                        | Cruise to the Edge  |
| 33                  | 16. November 2015   | Key West            | Vereinigte Staaten  | Norwegian Pearl                        | Cruise to the Edge  |

## Band
- Jon Davison: Gesang, Gitarre, Percussion, zusätzliche Keyboards
- Geoff Downes: Keyboards
- Steve Howe: Gitarre, Pedal-Steel-Gitarre, Hintergrundgesang
- Billy Sherwood: Bass, Hintergrundgesang
- Alan White: Schlagzeug, Percussion